# تریهورن
تریهورن (به لاتین: Teurihorn) یک کوه در سوئیس است که در کانتون گراوبوندن واقع شده‌است. تریهورن ۲٬۹۷۳ متر بالاتر از سطح دریا واقع شده‌است.